# Armoriale delle famiglie italiane (Mab-Maj)
Questo è l'armoriale delle famiglie italiane il cui cognome inizia con le lettere che vanno da Mab a Maj.

## Armi

### Mab
| Stemma | Casato e blasonatura |
| ------ | --- |
|        | Mabellino (Milano, Vercelli) D'azzurro, a tre ermellini d'argento, uno sull'altro in palo Motto: Malo mori quam foedari (citato in (28)) |
|        | Mabrone (Molise) (la blasonatura non è stata ancora caricata) (citato in DAlena)                                                         |

### Mac
| Stemma | Casato e blasonatura |
| ------ | --- |
|        | Macagno (Asti) D'azzurro alla ghirlanda d'alloro, d'argento, sormontata da una stella d'oro (citato in (28)) |
|        | Macarini Carmignani (Lucca) rosa di rosso stelata e fogliata di verde su monte a 3 cime di argento uscente dalla punta su azzurro - cane da caccia rampante al naturale manto maculato e collarinato di rosso sormontato da lambello (3gocce) di rosso su azzurro (citato in LEOM) |
|        | Maccabruni (Siena) Troncato: nel 1º di rosso, al leone nascente d'argento; nel 2º d'azzurro, alla fiamma d'oro uscente dalla punta dello scudo; e alla fascia d'argento passata sulla troncatura (citato in (26)) |
|        | Maccagnone (Mazara del Vallo, Palermo) Titolo: principe di Granatelli, barone della Piana di San Carlo, Granatelli, nobili dei principi, nobili dei baroni d'azzurro alla banda d'oro accostata da due bande di rosso cucite (citato in (29), in Mango e in (32)) banda di oro accostata da 2 bande di rosso cucite tra loro su azzurro (citato in LEOM) alias d'azzurro, con una banda d'oro, sormontata da una stella dello stesso, ed una sbarra di rosso attraversante sul tutto (citato in (32)) Notizie storiche in Famiglie nobili di Sicilia. Ulteriori notizie storiche in Famiglie nobili di Sicilia. |
|        | Maccalli (Firenze) D'azzurro, al leone d'argento caricato di una crocetta di rosso (citato in (26)) |
|        | Maccan (Trento, Villanova di Prata) Titolo: Marchesi di Tres e Conti di Trento, nobili dei principi, nobili dei conti Troncato: nel 1º di blu, al leone nascente dorato coronato ; nel 2º d'argento, alla fiamma d'oro uscente dalla punta dello scudo; e alla fascia rossa passata sulla troncatura con banda ondata d'argento (citato in almanachdegotha.altervista.org, https://almanachdegotha.altervista.org/the-house-of-maccan/.) alias Partito in uno di rosso e in uno di argento a due cani controrampanti dell’uno nell’altro, con collare d’oro, sopra un monte di tre cime di verde. Cimiero: un cane d’argento uscente dalla corona. (citato in famiglienobilienotabilieuropee.com, https://web.archive.org/web/20201020234851/http://www.famiglienobilienotabilieuropee.com/m-p-maccan-romanoff-macchi-medici-orsini (archiviato dall'url originale il 20 ottobre 2020).) |
|        | Maccarani (Roma) (la blasonatura non è stata ancora caricata) (Immagine nell' Archivio Storico Capitolino (PDF) (archiviato dall'url originale il 5 marzo 2016).) |
|        | Maccarani (Roma) banda ondata di oro su rosso - 10 rose di argento poste 5 in doppia banda a destra 2,3 e 5 poste in doppia banda a sinistra 3,2 (citato in LEOM) |
|        | Maccari (Cortona) Trinciato d'azzurro e d'oro, a due stelle a otto punte dell'uno nell'altro, e alla banda semipartita del secondo e del primo passata sulla trinciatura e munita di quattro denti di rastrello falcati, due d'oro uscenti dal bordo superiore dell'azzurro, e due d'azzurro uscenti dal bordo inferiore dell'oro (citato in (26)) |
|        | Maccasoli (Grassobbio) 3 monti al naturale di verde uscenti dalla punta sormontati da - ruota di rosso su argento - aquila di nero su oro in capo (citato in LEOM) |
|        | Maccasoli (Grassobbio) inquartato in croce di Sant'Andrea di rosso di argento e di verde (citato in LEOM) |
|        | Maccasoli (Grassobbio) interzato in fascia di oro di argento e di azzurro - aquila di nero su oro - ruota di rosso su argento - monte a 3 cime di verde uscente dalla punta su azzurro (citato in LEOM) |
|        | Maccasoli (Grassobbio) interzato in fascia di oro di argento e di rosso - aquila di nero su oro - ruota di rosso su argento - monte a 3 cime di verde uscente dalla punta su rosso (citato in LEOM) |
|        | Maccasoli (Grassobbio) 3 monti al naturale di verde uscenti dalla punta sormontati da - ruota di argento su rosso - aquila di nero su oro in capo (citato in LEOM) |
|        | Maccasoli (Grassobbio) filetto di azzurro in fascia su troncato di rosso e di argento - ruota di argento su rosso - monte a 3 cime di verde uscente dalla punta su argento (citato in LEOM) |
|        | Macchi (Piadena, Brescia) troncato di azzurro e scaccato di argento e di rosso - avambraccio destro vestito di nero uscente in palo dalla troncatura con la mano di carnagione chiusa con l'indice e il pollice tesi su azzurro (citato in LEOM) |
|        | Macchi (Roma) troncato di azzurro e scaccato di rosso e di argento - mano destra appalmata di carnagione uscente dalla troncatura in palo su azzurro (citato in LEOM) |
|        | Macchi (Cremona) Titolo: conti di cellere spaccato; nel primo d'azzurro, alla mano di carnagione uscente da una manica di nero, e il tutto movente dalla partizione; nel secondo, scaccato d'argento e di rosso di otto file (citato in BLCR) Immagine in Blasonario Cremonese (archiviato dall'url originale il 7 aprile 2014). |
|        | Macchi Cacherano di Bricherasio (Seprio, Novara) Titolo: conti D'oro, a tre circoli di rosso, l'uno nell'altro, in cuore un leone di rosso, con il capo fasciato innestato, d'argento e di nero alias D'oro, a tre circoli di rosso, l'uno nell'altro, in cuore un leone di rosso Motto: Sureté (citato in (28)) |
|        | Macchia (Colle) Di..., alla fascia di..., caricata di tre stelle a otto punte d'oro, e accompagnata da due gigli dello stesso, 1.1 (citato in (26)) |
|        | Macchia (Abruzzo) (la blasonatura non è stata ancora caricata) (citato in DAlena) |
|        | Macchia (Guardia dei Lombardi) (d'argento, alla croce d'azzurro) (citato in Araldica di Guardia dei Lombardi.) alias (d'argento, alla croce d'azzurro, col lambello di tre pendenti di rosso in capo) (citato in Araldica di Guardia dei Lombardi.) |
|        | Macchiavelli (Firenze, Genova) 2 stelle (8 raggi) di oro su fascia di azzurro su - cappuccio di nero (lucco) forato sugli occhi e sul naso su argento (citato in LEOM) |
|        | Macchiavelli (Firenze, Genova) croce di azzurro su oro accantonata da - 4 chiodi di azzurro con le punte verso il centro su oro (citato in LEOM) |
|        | Macchiavelli (Firenze, Genova) 3 stelle (8 raggi) di oro su fascia di azzurro su - lucco (cappuccio) di nero su argento (citato in LEOM) |
|        | Macci (Firenze) Di rosso, seminato di gigli d'argento (citato in (26)) |
|        | Macci (Firenze) D'azzurro, al toro furioso d'oro alias D'azzurro, al toro sedente sul terrazzo di verde (citato in (26)) |
|        | Macci (Prato) Bandato increspato di nero e d'argento, alla banda attraversante di rosso (citato in (26)) |
|        | Macci (Firenze) Giglio (citato in DAlena) |
|        | Macciagnini (Firenze) D'argento, alla banda d'azzurro accompagnata da due palle dello stesso, 1.1 (citato in (26)) (DE) In Silber 1 blauer Schrägbalken, beidseitig begleitet von je 1 blauen Scheibe (citato in KHIF) |
|        | Macciani (Firenze) Troncato: nel 1º d'argento, a tre pomi (prugne) di rosso, picciolati e fogliati di verde, ordinati l'uno accanto all'altro; nel 2º d'azzurro pieno (citato in (26)) |
|        | Macciò (Ovada) Di rosso, alla fascia d'azzurro, caricata di un sole raggiante del 1°, accostato da due stelle di sei raggi d'oro, accompagnato nel capo da un'aquila col volo abbassato di nero, coronata di rosso (citato in (37)) |
|        | Maccioni (Firenze) Troncato: nel 1º d'azzurro, al sole d'oro e alla stella a otto punte dello stesso, posti nei due cantoni del capo; nel 2º di rosso, al crescente montante d'argento, sormontato da una croce latina d'oro; e alla fascia dello stesso passata sulla troncatura (citato in (26)) |
|        | Macedone (Biella, Torino) Di rosso, al destrocherio vestito di verde, tenente nella mano di carnagione un'asta posta in banda, d'oro, banderuolata d'azzurro, orlata d'oro, carica delle lettere S.P.Q.R. in caratteri romani, pure d'oro (citato in (28)) |
|        | Macedonio (Napoletano) vaiato d'azzurro e d'argento al leone d'oro (citato in (31)) Notizie storiche in Nobili napoletani. |
|        | Macedonio di Maione (Napoletano) vaiato d'argento e d'azzurro alla banda d'oro attraversante, caricata di un leone rosso (citato in (31)) Notizie storiche in Nobili napoletani. |
|        | Macellari o Maccellari (Mondovì) D'azzurro, a tre rose d'argento, con la stella d'oro, in abisso Motto: Corusco et floresco (citato in (28)) |
|        | Macello o Massel (Cumiana) Titolo: marchesi di Caresana Di rosso, a tre magli d'oro Motto: Dio e il duca (citato in (28)) |
|        | Macello (Pinerolo, Casale) 3 magli (grossi martelli) di oro posti 2,1 su rosso (citato in LEOM) |
|        | Mach di Palmstein (Genova) leone rampante di oro tenente nella zampa destra una foglia di palma di argento su azzurro - 6 quadretti di argento posti in piramide su rosso (citato in LEOM) |
|        | Macherelli (Firenze) Di rosso, alla banda di nero bordata di vaio (citato in (26)) |
|        | Machiavelli (Firenze) d'argento, alla croce d'azzurro, angolata da quattro chiodi dello stesso (citato in CROL – pag. 36 e in (26)) (DE) In Silber 1 blaues Kreuz, bewinkelt von 4 anstoßenden blauen Nägeln (citato in KHIF) d'argento, alla croce d'azzurro angolata da quattro chiodi a punta di diamante dello stesso (citato in (2) - pag. 29 e in DAlena) alias D'argento, alla croce d'azzurro (citato in (26)) |
|        | Machiavelli o Macchiavelli (Roma) d'argento, alla croce d'azzurro, angolata da quattro chiodi dello stesso (Immagine nell' Archivio Storico Capitolino (PDF) (archiviato dall'url originale il 4 marzo 2016).) |
|        | Machiavelli (Firenze) d'argento, alla croce di rosso, angolata da quattro chiodi d'azzurro (citato in CROL – pag. 173) |
|        | Machiavelli (Cesena) (la blasonatura non è stata ancora caricata) (citato in BLCW) Immagine in Blasone Cesenate. |
|        | Machirelli troncato, di rosso, a due aquile d'argento nascenti e affrontate, e semipatito in punta d'azzurro e d'argento, alla stella (8) dell'uno all'altro (citato in (5) – pag. 158) |
|        | Machirelli (Cesena) (la blasonatura non è stata ancora caricata) (citato in BLCW) Immagine in Blasone Cesenate. |
|        | Macinelli (Volterra) D'azzurro, alla fascia d'oro accompagnata in capo da tre mole d'argento forate di nero, 1.2, e in punta da una lettera maiuscola M d'oro (citato in (26)) |
|        | Macinghi o Macigni (Firenze) Di rosso, a tre crescenti volti (talvolta in banda) d'oro, 2.1, e alla banda attraversante d'azzurro, seminata di gigli d'oro (citato in (26)) alias (DE) In Rot 3 zunehmende goldene Halbmonde, der erste im linken Obereck, die anderen pfahlweise nach rechts verschoben, das Ganze überdeckt von 1 mit goldenen Lilien der Figur nach besäten blauen Schrägbalken (citato in KHIF) |
|        | Macinozzi (Toscana) (DE) Durch 1 mit 1 vierlätzigen roten Turnierkragen mit je 1 goldenen Lilie zwischen den Lätzen belegten blauen Balken geteilt: Oben ledig gold, unten silber-blau geviert, Platz 1 belegt mit 1 achtstrahligen blauen, Platz 4 mit 1 achtstrahligen goldenen Stern (citato in KHIF) |
|        | Macioti (Velletri, Roma) fasciato di rosso e di argento - aquila di nero su oro in capo (citato in LEOM) |
|        | Maciotta o Macciotta (Valle di Andorno) D'azzurro, a tre mazze di collegio d'oro, ordinate a ventaglio, con il capo d'argento, carico di un'aquila, di nero Motto: Deus fortitudo mea (citato in (28)) |
|        | Mackinnon o Mac-Kinnon (Isola di Skye) testa di cinghiale di argento recisa posta in fascia con osso dello stesso in bocca posto in sbarra su verde - castello a 3 torri la centrale più alta di argento aperto e finestrato di nero accompagnato ai fianchi da - 2 ancore di argento su azzurro - nave con albero e sartie di nero banderuolata di rosso su oro - avambraccio destro reciso di carnagione posto in fascia tenente una croce latina di nero ricrociata e con il piede aguzzo su argento - tutto lo scudo con bordura dentata di oro (citato in LEOM) |
|        | Macola (Padova, Camposampiero, Venezia, Torino, Castelfranco) aquila coronata di oro su azzurro afferrante con l'artiglio destro un serpente al naturale ondeggiante in banda (citato in LEOM) |
|        | Maconi (Siena) D'oro, alla croce ancorata di nero, caricata di sei crescenti d'argento (citato in (39 Tavola 19 pag. 78) |
|        | Maconi (Pistoia) D'oro, al capo di rosso alias Troncato di rosso e d'oro (citato in (26)) |
|        | Macoppe (Padova) leone rampante di rosso su terrazzo di verde su argento - mantellato di rosso caricato di 2 ali di argento addossate (citato in LEOM) |
|        | Macrì o Magrì (Mineo) d'azzurro, al monte del suo colore, movente dalla punta sormontato da parecchi uccelli volanti di nero e tre stelle d'argento, ordinate nel capo (citato in Mango) |
|        | Maculani Bagarotti (Parma) leone rampante di oro tenente in destra una rosa di rosso stelata e fogliata di verde su azzurro - capo di Francia - trangla di argento - torre a 2 palchi di argento merlata alla ghibellina caricata di una banda di azzurro con 3 gigli di oro posti in palo tutto su rosso (citato in LEOM) |

### Mad
| Stemma | Casato e blasonatura |
| ------ | --- |
|        | Madaleni (Lentini, Girgenti, Palermo) di verde, con un castello a due torri merlate di tré pezzi d'oro, aperto e fincstrato del campo, sormontato dall'immagine di S. M.a. Maddalena d'oro (citato in (32)) alias di rosso con un bue d'oro sormontato da un'aquila spiegata di nero (ramo di Palermo) (citato in (32)) Notizie storiche in Famiglie nobili di Sicilia. |
|        | Madau (Villacidro) vite fogliata e fruttata uscente da terrazzo tutto al naturale su argento - braccio destro vestito di viola uscente da destra e 3 dadi di argento a cascata di cui il primo ancora nella mano di carnagione su azzurro - carro a 2 ruote timone in banda di oro sormontato da - luna montante di argento su rosso - braccio destro di carnagione uscente da destra tenente un falcone al naturale su verde (citato in LEOM) |
|        | Maddali (Colle) Partito: nel 1º d'argento, al leone di rosso; nel 2º di vaio (citato in (26)) |
|        | Madesa o Madice (Verona) fascia ondata di argento su - lettera S maiuscola rovesciata con le estremità a forma di ferro di freccia di nero su rosso accompagnata da - 3 stelle (6 raggi) poste 2,1 di oro quella inferiore accerchiata dalla S (citato in LEOM) |
|        | Madia (Catanzaro) D'azzurro all'albero sradicato d'oro (citato in DAlena e in BLCL) |
|        | Madio o Madis (Torino) Di rosso, al leone tenente tra le zampe un ramo, il tutto d'oro, con il capo del secondo, carico di un'aquila di nero (citato in (28)) |
|        | Madio o Madis (Brescia) Di rosso, al leone d'oro, linguato di rosso, tenente tra le zampe un ramo d'olivo, di verde, con il capo del secondo, carico di un'aquila di nero (citato in (28)) |
|        | Madio o Madia (Scandeluzza) Titolo: consignori di Scandeluzza D'argento, al castello di rosso, fondato sulla pianura erbosa, al naturale; con il capo d'oro, carico di un'aquila coronata, di nero (citato in (28)) |
|        | Madrical (Sicilia) d'oro, al leone al naturale, e la bordatura composta d'oro e di rosso (citato in Mango) |
|        | Madruzzo (Trento) Titolo: conti di Challant e Fenis, Châtillon; baroni di Aymaville; signori di Nomaglio e Quincinetto Inquartato, al 1° e 4° bandato d'azzurro e d'argento (Nanno), al 2° e 3° di nero, al monte di cinque punte, d'argento, carico di uno scaglione, di rosso (Sparenberg); sul tutto, d'argento, al gonfalone di rosso, frastagliato di 3 bandoni, munito di 2 anelli d'oro (Madruzzo antico) alias Inquartato, al 1° e 4° bandato d'azzurro e d'argento, al 2° e 3° di nero, al monte di cinque punte, d'argento, carico di uno scaglione, di rosso, sul tutto, di rosso, a due pali d'argento, ritirati verso la punta alias Inquartato, al 1° e 4° del vescovado di Trento, al 2° e 3° di Madruzzo moderno alias Partito: al !° di Madruzzo moderno, al 2° punto, interzato in fascia, al 1° partito, di Trento e di Challant; al 2° di Portogallo; al 3° di rosso, a due pali d'argento alias Inquartato, al 1° e 4° del vescovado di Trento, al 2° controinquartato, di Valangin, del vicecomitato di Aosta, di Bauffremont e di Challant, al 3° di Braganza [vedi nota seguente], sul tutto di Madruzzo moderno alias Inquartato, al 1° e 4° del vescovado di Trento; al 2° e 3° controinquartato, del vicecomitato di Aosta, di Braganza [vedi nota seguente], di Valangin, e di Bauffremont, la partizione caricata di uno scudetto di Challant; sul tutto di Madruzzo moderno Motto: Unitas - Perit ut vivat - Ut vivat (citato in (28)) |

### Mae
| Stemma | Casato e blasonatura |
| ------ | --- |
|        | Maello (Bassano del Grappa) fascia di argento su troncato di rosso e sbarrato di azzurro e di argento (10 pezzi) - oca di argento sdraiata sulla fascia sormontata da - 3 stelle (6 raggi) di oro poste in fascia su rosso (citato in LEOM) |
|        | Maeola (Padova) Serpente (citato in DAlena) |
|        | Maestri o De li Maistri (Sicilia) d'oro, al braccio di carnagione, impugnante un mazzo di fiori (citato in Mango e in (32)) Corona di barone Notizie storiche in Famiglie nobili di Sicilia. |
|        | Maestri Molinari (Milano, Roma) troncato di oro e semipartito di argento e di rosso - aquila di nero coronata di oro su oro - leone rampante di nero coronato di oro tenente con le zampe anteriori una croce latina di oro su argento - ruota di mulino di argento attraversata da una lancia dello stesso posta in sbarra punta al basso su rosso (citato in LEOM) |
|        | Maestrini (Firenze) Di..., all'albero sradicato di..., e alla banda attraversante di..., caricata di tre gigli di..., posti nel senso della pezza (citato in (26)) |
|        | Maestro Geppo o Del Maestro Lamberto (Toscana) (DE) In Gold 6 blaue Scheiben, 1:2:2:1 gestellt (citato in KHIF) |

### Maf
| Stemma | Casato e blasonatura |
| ------ | --- |
|        | Maffei (Firenze) Di rosso, alla banda d'argento accompagnata nel cantone sinistro del capo da una lettera C gotica dello stesso (citato in (26)) Di rosso alla banda d'argento accompagnata in capo da un C gotico (citato in DAlena) banda di argento su rosso accompagnata in alto da - una lettera C minuscola in carattere gotico di argento (citato in LEOM) alias (DE) In Rot 1 silberner Schrägbalken, begleitet im linken Obereck von 1 silbernen Minuskelbuchstaben a (citato in KHIF)   |
|        | Maffei (Volterra, Firenze) D'azzurro, al cervo levato reciso d'oro, talvolta rivolto (citato in (26)) (DE) In Blau 1 wachsender goldener Hirsch (citato in KHIF) |
|        | Maffei (Volterra) mezzo cervo reciso rampante di oro su azzurro (citato in LEOM) |
|        | Maffei (Vicenza) Spaccato: nel 1º d'azzurro al cervo uscente d'oro; nel 2º d'oro a tre gigli d'azzurro (citato in DAlena) |
|        | Maffei (Volterra) cervo rampante di oro nascente dalla troncatura su azzurro - 3 gigli di azzurro su oro posti 2,1 (citato in LEOM) |
|        | Maffei (Roma) Spaccato nel 1° d'azzurro, al cervo nascente d'oro; nel 2° bandato d'oro e d'azzurro di 6 pezzi; colla fascia d'argento attraversante sulla partizione (citato in DAlena) |
|        | Maffei (Torino) Bandato d'argento e d'azzurro; col capo del secondo, al cervo nascente del primo (citato in DAlena) |
|        | Maffei (Torino, Genova) bandato di argento e di azzurro - cervo rampante nascente di argento su azzurro in capo (citato in LEOM) |
|        | Maffei (Volterra, Roma, Mirandola, Torino) Titolo: marchesi di Farigliano; conti di Boglio con Peona D'azzurro, troncato da un filetto, di sopra al cervo nascente, di sotto a tre bande, il tutto d'oro alias D'azzurro, troncato da un filetto, di sopra al cervo nascente, di sotto a due bande, il tutto d'oro, con il capo d'oro, carico di un'aquila di nero, linguata di rosso alias Bandato d'argento e d'azzurro, con il capo del secondo, al cervo nascente, del primo (citato in (28)) |
|        | Maffei (Biella, Graglia, Vercelli) Interzato in fascia, al 1° d'oro, all'aquila coronata, di nero, al 2° d'azzurro al cervo, al naturale, al 3° palato d'argento e d'azzurro alias Palato d'argento e d'azzurro, il primo palo d'azzurro carico di una mezzaluna d'argento, crescente, con il capo d'azzurro, carico di un cervo d'argento, nascente Motto: Aura secunda (citato in (28)) |
|        | Maffei (Volterra) Spaccato: nel 1° d'azzurro, al cervo uscente d'oro; nel 2° bandato d'azzurro e d'oro di sette pezzi (citato in DAlena) |
|        | Maffei (Torino, Genova) filetto di nero su azzurro - cervo rampante di oro nascente dalla troncatura su azzurro - 3 bande di oro su azzurro (citato in LEOM) |
|        | Maffei (Verona) troncato di azzurro e bandato di oro e di azzurro - cervo rampante nascente dalla troncatura di oro su azzurro (citato in LEOM) |
|        | Maffei (Molise, Napoletano) Bandato d'oro e d'azzurro al capo d'azzurro caricato di un cervo nascente d'oro (citato in DAlena e in (31)) |
|        | Maffei (Toscana) (DE) In Blau 1 roter Schrägbalken, begleitet oben von 1 achtstrahligen goldenen Stern, unten von 1 liegenden roten Halbmond (citato in KHIF) |
|        | Maffei o Maffei da Narni (Toscana) (DE) In Rot 1 silberner Löwe, überhöht von 1 silbernen Krone (citato in KHIF) |
|        | Maffei (San Leo, Macerata) monte a 3 cime di oro uscente dalla punta cimato da ruota dello stesso a 6 raggi (anche a 4 raggi) sormontata da cometa posta in palo anch'essa di oro tutto su azzurro (citato in LEOM) |
|        | Maffei (Cesena) (la blasonatura non è stata ancora caricata) (citato in BLCW) Immagine in Blasone Cesenate. |
|        | Maffei del Lion Bianco (San Miniato, Firenze) Troncato: nel 1º d'azzurro, al cervo levato d'oro, nascente dalla fascia; nel 2º bandato di sei pezzi dei due smalti; e alla fascia diminuita d'oro passata sulla troncatura alias Troncato: nel 1º d'azzurro, al cervo levato d'oro, nascente dalla fascia; nel 2º d'azzurro, a tre bande d'oro; e alla fascia diminuita d'oro passata sulla troncatura (citato in (26))                                                                           |
|        | Maffei di Boglio (Roma) (la blasonatura non è stata ancora caricata) (Immagine nell' Archivio Storico Capitolino (PDF) (archiviato dall'url originale il 26 febbraio 2017).) |
|        | Maffeis (Bergamo) troncato di argento e di azzurro - braccio destro uscente da destra vestito di azzurro tenente con la mano di carnagione un ramoscello fiorito di 3 pezzi di argento su argento - cervo di oro passante sulla punta su azzurro (citato in LEOM) |
|        | Maffeis (Bergamo) cervo di argento passante su terrazzo di verde su azzurro accompagnato in capo da - braccio destro uscente da sinistra vestito di rosso tenente con la mano di carnagione un ramoscello di verde posto in banda (citato in LEOM) |
|        | Maffeis (Bergamo) ramo di verde fiorito di 7 pezzi di argento su - fasciato di argento e di rosso (citato in LEOM) |
|        | Maffeis (Bergamo) albero di verde posto in palo uscente dalla punta su 3 fasce di rosso su argento (citato in LEOM) |
|        | Maffeis (Bergamo) albero di verde posto in palo uscente dalla terza di 3 fasce di rosso su argento (citato in LEOM) |
|        | Maffeis (Bergamo) albero di verde su terrazzo dello stesso su - 3 fasce di rosso su argento (citato in LEOM) |
|        | Maffeis (Bergamo) 3 fasce di rosso su argento (citato in LEOM) |
|        | Maffeis (Bergamo) albero di verde sradicato posto in palo su fasciato di oro e di rosso (citato in LEOM) |
|        | Maffeis (Bergamo) ramo di olivo di verde posto in palo su fasciato di argento e di rosso (8 pezzi) (citato in LEOM) |
|        | Maffeis (Bergamo) ramo di verde ondeggiante in palo su - fasciato di argento e di rosso (citato in LEOM) |
|        | Maffi (Cremona) d'azzurro al pesce barbio d'argento posto in banda e accompagnato da una M d'oro nel cantone sinistro del capo e nel cantone destro della punta (citato in BLCR) Immagine in Blasonario Cremonese (archiviato dall'url originale il 7 aprile 2014). |
|        | Maffii o Maffii del Carro (Firenze) Troncato: nel 1º d'azzurro, a tre gigli d'oro ordinati in fascia; nel 2º fasciato di sei pezzi di rosso e d'argento (citato in (26)) alias Fasciato di sei pezzi di rosso e d'argento, con il capo di Francia (citato in (26)) (DE) Unter 1 mit 3 goldenen Lilien belegten blauen Schildhaupt 5mal rot-silber geteilt (citato in KHIF) |
|        | Maffii (Toscana) (DE) Innerhalb 1 roten Schildbords, unter 1 mit 3 goldenen Lilien besetzten rechten blauen Schräghaupt, 5mal rot-silber schräglinksgeteilt (citato in KHIF) |
|        | Maffii (Toscana) (DE) Innerhalb 1 goldenen Schildbords, unter 1 mit 3 goldenen Lilien belegten blauen Schildhaupt, 5mal rot-silber geteilt (citato in KHIF) |
|        | Maffiotti o Maffiotto (Biellese, Torino) D'azzurro, al grifone di rosso, cucito, tenente una spada dello stesso, sostenuto da una campagna, sempre di rosso (citato in (28)) |
|        | Maffius (Toscana) (DE) In silber-blau geteiltem Feld 1 schwebender goldener Sechsberg, oben besteckt mit 2 grünen Zweigen (citato in KHIF) |
|        | Maffoni (Savigliano) D'azzurro, al leone d'oro (citato in (28)) |
|        | Mafredi (Pisa) Di rosso, alla banda d'oro caricata di due palle del primo, accompagnata da due palle del secondo, 1.1 (citato in (26)) |

### Maga
| Stemma | Casato e blasonatura |
| ------ | --- |
|        | Magagnini (Roma) fenice al naturale sulla sua immortalità di rosso accompagnata in capo a sinistra da - sole raggiante di oro e da - luna di argento a destra tutto su azzurro (citato in LEOM) |
|        | Magaldi (Firenze) Di rosso, alla rotella d'argento caricata di una rosa d'azzurro (citato in (26)) |
|        | Magaldi (Firenze) D'azzurro, a tre ruote di molino d'argento, 2.1 (citato in (26)) |
|        | Magalli (La Turbie) D'azzurro, al forte d'oro, murato di nero (citato in (28)) |
|        | Magalotti fasciato d'oro, e di nero, col capo di rosso caricato del motto LIBERTAS in lettere capitali d'oro (citato in (5) - pag. 144) (DE) Unter 1 mit 1 schräggelegten goldenen Wort LIBERTAS belegten roten Schildhaupt 5mal gold-schwarz geteilt (citato in KHIF) |
|        | Magalotti (Firenze) Fasciato di sei pezzi d'oro e di nero (citato in (26)) (DE) 5mal gold-schwarz geteilt (citato in KHIF) alias (DE) Unter 1 roten Schildhaupt 5mal gold-schwarz geteilt (citato in KHIF) alias Fasciato di sei pezzi d'oro e di nero; con il capo di Libertà (citato in (26)) alias Fasciato di sei pezzi d'oro e di nero; il tutto abbassato sotto il capo di Santo Stefano (citato in (26)) alias D'oro, a tre fasce di nero (citato in (26)) alias D'oro, a tre fasce di nero; con il capo di Libertà (citato in (26)) |
|        | Magalotti (Cesena) (la blasonatura non è stata ancora caricata) (citato in BLCW) Immagine in Blasone Cesenate. |
|        | Magalotti (Terni) scaglione di nero su argento - 2 rose di rosso poste in fascia in alto su argento - giglio di rosso posto in punta su argento (citato in LEOM) |
|        | Maganesi (Venezia) fascia partita di rosso e di oro su - partito di oro e di azzurro (citato in LEOM) |
|        | Magania (Vienna) uomo vestito di rosso in polpe tenente con la sinistra una luna montante di oro e con la destra un cappello di azzurro su monte roccioso al naturale uscente dalla punta tutto su azzurro (citato in LEOM) |
|        | Magawly Cerati Titolo: conti di Carly, Viarolo (la blasonatura non è stata ancora caricata) (Immagine nella Raccolta stemmi Topoguz.) |
|        | Magawly Cerati di Calry (Losanna, Parma, Dublino) leone rampante di rosso accompagnato in capo da - 2 mani destre recise appalmate poste in fascia dello stesso su argento - 2 bande di armellino su oro - aquila di nero coronata di rosso su oro in capo (citato in LEOM) |

### Magg
| Stemma | Casato e blasonatura |
| ------ | --- |
|        | Maggesi (Massa) D'azzurro, all'albero mozzo al naturale, nodrito sul terreno dello stesso, e ramifero a destra di un pezzo di verde fiorito di rosso (citato in (26) e in DAlena) |
|        | Maggesi (Grosseto, Bologna, Sassari) tronco di albero nodrito su terrazzo al naturale su azzurro ramo uscente dal tronco fiorito di rosso e fogliato di verde posto in banda a sinistra (citato in LEOM) |
|        | Maggi (Brescia) d'azzurro, a tre fasce d'argento (citato in (3)) |
|        | Maggi (Brescia) fasciato di azzurro e di argento (citato in LEOM) (la blasonatura non è stata ancora caricata) (Immagine nella Raccolta stemmi Topoguz.) |
|        | Maggi (Cremona) troncato: nel 1º d'azzurro a due passeri d'oro l'uno sull'altro in atto di accoppiarsi; nel 2º di nero a due fasce d'argento (citato in (2) – pag. 412 e in DAlena) |
|        | Maggi (Livorno) D'azzurro, all'albero di pino al naturale, nodrito sulla cima di un monte di sei cime d'argento (citato in (26)) albero di pino al naturale nodrito su monte a 6 cime di argento uscente dalla punta su azzurro (citato in LEOM) |
|        | Maggi (Piacenza) albero di verde nodrito su terrazzo dello stesso affiancato a sinistra da - leone rampante rivolto di oro su rosso - aquila bicipite di nero su oro in capo (citato in LEOM) |
|        | Maggi (Milano) leone rampante di oro tenente con le zampe anteriori un ramo di lauro (alloro) di verde su rosso - capo d'Impero (citato in LEOM) |
|        | Maggi (Cremona) Titolo: marchesi di Pescarolo inquartato; nel primo e nel quarto di nero a due fasce ondate d'argento; nel secondo e nel terzo di verde. Sul tutto spaccato; nel primo d'azzurro a due passeri d'oro, uno sull'altro nell'atto dell'accoppiamento; nel secondo di nero a due fasce d'argento (citato in BLCR) Immagine in Blasonario Cremonese (archiviato dall'url originale il 7 aprile 2014). alias di rosso al leone d'oro tenente con le branche anteriori un ramo con foglie e gambo di verde; col capo d'oro caricato di un'aquila di nero coronata del campo (citato in BLCR) Immagine in Blasonario Cremonese (archiviato dall'url originale il 7 aprile 2014). Motto: Te Deum laudamus |
|        | Maggi (Cesena) (la blasonatura non è stata ancora caricata) (citato in BLCW) Immagine in Blasone Cesenate. |
|        | Maggini (Pistoia) Di rosso, alla testa umana d'oro, attortigliata d'argento; e al capo d'oro caricato di tre rose di rosso, 1.2 (citato in (26)) |
|        | Maggio (Firenze) Fasciato di sei pezzi d'azzurro e d'argento alias D'azzurro, a tre fasce d'argento (citato in (26)) |
|        | Maggio (Lecce) Cervo (citato in DAlena) |
|        | Maggio o Del Maggio o Di Maggio (Sicilia) d'azzurro, alla torre merlata di tre pezzi d'oro, chiusa e finestrata di nero, sinistrata dal leone del secondo, rampante contro la torre (citato in Mango) d'azzurro, con una torre merlata di tré pezzi chiusa e finestrata di nero, sinistrata da un leone rampante, il tutto d'oro (citato in (32)) Notizie storiche in Famiglie nobili di Sicilia. |
|        | Maggioli (Firenze) Di rosso, all'albero al naturale nodrito sul terreno dello stesso e sostenente un'aquila bicipite di nero, rostrata e armata d'oro; e al leone leopardito d'oro attraversante al tronco dell'albero (citato in (26)) |
|        | Maggiolini Scarampi (Pisa, Motta Visconti, Mombercelli, Spoleto, Milano) Titolo: conti; consignori di Belvedere, Mombercelli, Vinchio Inquartato, al 1° e 4° d'azzurro, a due bande d'oro, al 2° e 3° di rosso, all'aquila coronata, d'oro (citato in (28)) 2 bande di oro su azzurro - aquila coronata di oro su rosso (citato in LEOM) alias Inquartato, al d'oro, all'aquila di nero, al 2° e 3° fasciato di rosso e d'argento (citato in (28)) |
|        | Maggiolini Scarampi (Mombercelli, Spoleto) aquila coronata di oro su rosso - fasciato di oro e di rosso (citato in LEOM) |
|        | Maggioni (Pistoia) Di nero, alla fascia d'oro accompagnata da tre palle d'argento, 1.2 (citato in (26)) |
|        | Maggiora Vergano (Refrancore, Asti, Torino) Titolo: nobili D'oro, alla fascia d'azzurro, carica di tre stelle del campo, accompagnata in capo da un sole di rosso, in punta da due leoni d'oro, sostenenti un vaso di bronzo, ansato, con una pianta di maggiorana nutrita nel vaso, il tutto al naturale (citato in (28)) 3 stelle (5 raggi) di oro su fascia di azzurro su oro - sole di rosso in alto su oro - 2 leoni controrampanti di oro sostenenti un vaso di bronzo ansato da cui fuoriesce una pianta di maggiorana al naturale su oro (citato in LEOM) alias D'argento, alla fascia d'azzurro, carica di tre stelle d'oro, accompagnata in capo da un sole di rosso, in punta da due leoni d'oro, sostenenti un vaso di bronzo, ansato, con una pianta di maggiorana nutrita nel vaso, il tutto al naturale (citato in (28)) 3 stelle (5 raggi) di argento su fascia di azzurro su argento - sole radiato di rosso in alto su argento - 2 leoni controrampanti di oro verso un vaso di bronzo biansato - pianta di maggiorana uscente dal vaso al naturale su argento (citato in LEOM) |
|        | Maggiore (Ragusa, Palermo, Caltagirone, Vizzini, Messina) Titolo: marchese di Santa Barbara, nobile dei marchesi d'azzurro al pino di verde in banda, caricato di un leone d'oro (citato in (29), in Mango e in (32)) d'azzurro, al pino al naturale posto in banda, caricato di un leone d'oro (citato in (32)) Notizie storiche in Famiglie nobili di Sicilia. Ulteriori notizie storiche in Famiglie nobili di Sicilia. |
|        | Maggiore (Ragusa, Palermo) leone rampante coronato di oro su erta al naturale mirante stella (6 raggi) di argento in alto a sinistra su azzurro - pianticella fiorita di oro in vaso dello stesso su azzurro - trangla di oro (citato in LEOM) |
|        | Maggiore (Ragusa, Palermo) leone passante di oro su albero di pino al naturale sradicato posto in banda su azzurro (citato in LEOM) |
|        | Maggiori (Sant'Elpidio a Mare, Roma) braccio destro armato ristretto tenente con la mano una spada tutto al naturale posta in sbarra su azzurro - monte a 3 cime di oro uscente dalla punta su azzurro (citato in LEOM) |
|        | Maggiori (Cesena) (la blasonatura non è stata ancora caricata) (citato in BLCW) Immagine in Blasone Cesenate. |
|        | Maggiulini (Pisa) Inquartato: nel 1º d'oro, all'aquila dal volo abbassato di nero; nel 2º e 3º di rosso, a due fasce d'argento; nel 4º d'oro pieno alias Inquartato: nel 1º d'oro, all'aquila dal volo abbassato di nero; nel 2º e 3º di rosso, fasciato di sei pezzi di rosso e d'argento; nel 4º d'oro pieno (citato in (26)) |

### Magh
| Stemma | Casato e blasonatura |
| ------ | --- |
|        | Magherini (Firenze) Di..., al sole di... (citato in (26)) |
|        | Maghino o Magini (Carmagnola) D'azzurro, all'aquila coronata, d'oro Motto: In viam pacis (citato in (28))                                                                    |
|        | Maghino (Carmagnola ?) D'argento, a due grifoni affrontati, sostenenti una lancia, il tutto di rosso, con il capo d'oro, cucito carico di un'aquila di nero (citato in (28)) |

### Magi
| Stemma | Casato e blasonatura |
| ------ | --- |
|        | Magi (Firenze) Di..., al cavallo passante di... (citato in (26)) |
|        | Magini (Firenze) D'azzurro, alla fascia d'argento caricata del motto EX HAC TE DUCE, in caratteri di nero, e accompagnata in capo da una cometa ondeggiante in sbarra d'oro, e in punta da una sfera armillare dello stesso (citato in (26))                                  |
|        | Magini (Prato) D'azzurro, alla banda d'oro caricata di un grugno di cinghiale di nero; e al capo cucito d'Angiò (citato in (26)) |
|        | Magio di Cecco (Siena) D'azzurro, al monte di sei cime d'argento (citato in (26)) |
|        | Magiotti (Firenze) Di rosso, al cane rampante di..., collarinato d'oro e tenente nelle zampe anteriori un giglio dello stesso, e alla banda attraversante di..., caricata di tre stelle a otto punte di... (citato in (26))                                                   |
|        | Magistrati (Benevagienna, Roma) Titolo: conti; nobili D'argento, all'aquila coronata, di nero, tenente con il becco una bilancia d'oro, attraversante sul tutto (citato in (28)) aquila coronata di nero tenente con il becco una bilancia di oro su argento (citato in LEOM) |
|        | Magistri (Marche) trinciato di rosso e d'azzurro alla banda d'argento sulla trinciatura, accompagnata in punta da un monte di 3 cime d'oro, sostenente 3 papaveri in ventaglio naturale (citato in (2) – pag. 407 e in DAlena)                                                |
|        | Magistri (Roma) fascia di rosso su argento - albero di verde sradicato in alto su argento - 2 bande di azzurro in basso su argento (citato in LEOM) |
|        | Magistris (Piemonte, Nizzardo) D'oro, al leone di nero, tenente una scure, di rosso, sormontata da una lettera M maiuscola, di nero (citato in (28)) |

### Magl
| Stemma | Casato e blasonatura |
| ------ | --- |
|        | Magli (Firenze) Di rosso, a sei palle d'oro, 3.2.1 (citato in (26)) (DE) In Rot 6 goldene Scheiben, 3:2:1 gestellt (citato in KHIF) |
|        | Magliani (Firenze) D'azzurro, al monte di tre cime d'oro sormontato da una catena dello stesso posta in sbarra alias D'azzurro, al monte di sei cime d'oro sormontato da una catena dello stesso posta in sbarra (citato in (26)) |
|        | Magliani (Bologna) 3 losanghe accollate in fascia di argento su azzurro - 2 stelle (5 raggi) di oro poste in fascia in alto - una rosa di rosso barbata di verde e bottonata di oro in basso su azzurro (citato in LEOM) |
|        | Magliano o Magliani o Malliani o Malliano (Fossano) Titolo: consignori di Costigliole Saluzzo, Torre Bormida, Villanova Solaro Di rosso, al maglio d'argento Motto: En Dieu scit (citato in (28)) |
|        | Magliano de Roma (Fossano, Sassari, Cagliari) Titolo: marchesi di Santa Maria; nobili Trinciato gradinato di quattro pezzi, d'argento e di rosso, il secondo punto a tre mezzelune del primo, poste in sbarra e ordinate in banda alias Partito, di Magliano e di rosso, alla banda d'oro, accompagnata da due torri, d'argento (de Roma) Motto: Favente Domino - Spero in Dio (citato in (28)) |
|        | Magliano o Magliani (Fossano) Titolo: conti di Villar S.Marco; consignori di Scagnello Di rosso, al maglio d'argento alias Inquartato, di Magliano e di Beggiamo alias Partito, di Magliano e di Roatis Motto: Espere en Dieu (citato in (28)) |
|        | Magliano o Magliani (Fossano) D'azzurro, a due bande d'oro, tramezzate da tre mezzelune, d'argento, crescenti Motto: Favente Deo (citato in (28)) |
|        | Magliano o Magliani (Asti) Titolo: signori di Magliano; consignori di Lanerio Di verde, al can barbetto d'argento Motto: Sic volvenda dies (citato in (28)) |
|        | Magliano (Napoli) Titolo: baroni di Longano d'azzurro alla fascia in capo di un giglio accostato da due stelle, il tutto d'oro (citato in (29)) fascia di oro su azzurro - giglio di oro affiancato da - 2 stelle (6 raggi) dello stesso in alto su azzurro (citato in LEOM) |
|        | Magliano o Malliano o Magliani o Malliani (Mondovì) Titolo: conte di Villar di San Marco d'azzurro, a tre crescenti d'argento, disposti in banda, accostati da due bande d'oro (citato in (34)) alias partito di Maglianio che è di rosso al maglio d'argento e di Roatis che è d'oro alla sbarra d'azzurro cariuca di tre stelle del campo, a piombo; abbassata ed accompagnata, in capo da un'aquila coronata, di nero (citato in (34)) Cimiero: un fanciullo di carnagione, tenente una lista col motto Motto: Io spero in Dio - Espère en Dieu |
|        | Magliavacchi (Firenze) Di..., al rincontro di bue di..., sormontato da una ruota di molino di... (citato in (26)) |
|        | Magliocchi (Cosenza) Titolo: Patrizio di Cosenza, barone d'azzurro alla fede di carnagione vestita d'oro, sormontata da un giglio dello stesso e questo da tre stelle a sei raggio pure d'oro, ordinate in fascia nel capo dello scudo (citato in (29)) |
|        | Magliola (Chiavazza) D'argento, a due leoni di rosso, affrontati, sostenenti una pianta di vite, decussata e ridecussata attorno a un olmo sradicato, il tutto al naturale Motto: Virtute fortior (citato in (28)) |
|        | Maglione (Cardinale Luigi - Segretario di Stato del Vaticano dal 1939 al 1944) ... |
|        | Maglione (Laigueglia, Cairo Montenotte) Titolo: marchesi D'azzurro, al leone d'oro, tenente con la branca destra un martello, d'argento (citato in (28)) leone rampante di oro tenente con la zampa destra un martello di argento su azzurro (citato in LEOM) |
|        | Maglione o Maliona (Vercelli ?) Inquartato, d'argento, con la bordura di rosso, e di rosso, con la borduta d'argento (citato in (28)) |
|        | Maglioni (Firenze) D'argento, a tre fasce d'azzurro, e al capo di rosso sostenuto da una divisa d'oro e caricato di sei palle dello stesso, 3.2.1 (citato in (26)) |
|        | Magliono (Vercelli) D'oro, alla banda d'azzurro, carica di tre stelle del campo Motto: Auxilium menura Domino (citato in (28)) |

### Magn
| Stemma | Casato e blasonatura |
| ------ | --- |
|        | Magnaghi Pietra (Lomellina, Garlasco, Torino, Milano) Titolo: conti D'argento, a tre plinti coricati, di rosso, 2, 1, con una stella dello stesso in punta, con il capo d'oro, carico di un'aquila di nero (citato in (28)) alias D'argento, a tre plinti coricati, di rosso, 2, 1, con il capo d'oro, carico di un'aquila di nero (citato in (28)) 3 plinti coricati di rosso su argento - aquila di nero su oro in capo (citato in LEOM) |
|        | Magnaguti (Mantova) Serpente (citato in DAlena) |
|        | Magnaguti (Mantova, Sermide, Faenza) cicogna al naturale avente nel becco un serpentello di verde sormontata da - 3 gigli di oro posti in fascia tutto su azzurro (citato in LEOM) |
|        | Magnalbò (Macerata) fascia di rosso su azzurro - cometa di argento posta in palo affiancata da - 2 gigli di oro in alto su azzurro - bue passante al naturale su terrazzo uscente dalla punta dello stesso su azzurro (citato in LEOM) |
|        | Magnani (Bologna) Titolo: marchesi di Camagna troncato: nel 1º d'argento, al palo di nero; nel 2º di rosso pieno; al capo dell'impero (citato in (9) – pag. 475 e in (28)) alias Troncato, d'argento al palo di nero e di rosso (citato in (28)) |
|        | Magnani (Firenze) Troncato: nel 1º d'azzurro, all'aquila bicipite di nero coronata d'oro; nel 2º d'oro, al pozzo al naturale (citato in (26)) |
|        | Magnani (Firenze) Troncato: nel 1º d'argento, al palo di nero; nel 2º di rosso pieno (citato in (26)) |
|        | Magnani (Pescia) Troncato: nel 1º d'oro, all'aquila dal volo spiegato di nero, coronata del campo; nel 2º d'azzurro, al castello turrito di tre pezzi d'argento, accompagnato ai fianchi da due stelle a otto punte d'oro, e in punta da un monte di tre cime di verde (citato in (26)) alias Troncato: nel 1º d'oro, all'aquila dal volo spiegato di nero, coronata del campo; nel 2º d'azzurro, al castello turrito di tre pezzi d'argento, accompagnato ai fianchi da due stelle a otto punte d'oro, e in punta da un monte di tre cime al naturale (citato in (26)) alias Troncato: nel 1º d'oro, all'aquila dal volo spiegato di nero, coronata del campo; nel 2º d'azzurro, al castello turrito di tre pezzi d'argento, accompagnato ai fianchi da due stelle a sei punte d'oro, e in punta da un monte di tre cime di verde (citato in (26)) alias Troncato: nel 1º d'oro, all'aquila dal volo spiegato di nero, coronata del campo; nel 2º d'azzurro, al castello turrito di tre pezzi d'argento, accompagnato ai fianchi da due stelle a sei punte d'oro, e in punta da un monte di tre cime al naturale (citato in (26)) alias Troncato: nel 1º d'oro, all'aquila dal volo spiegato di nero, coronata del campo; nel 2º d'azzurro, al castello turrito di un pezzo d'argento, accompagnato ai fianchi da due stelle a otto punte d'oro, e in punta da un monte di tre cime di verde (citato in (26)) alias Troncato: nel 1º d'oro, all'aquila dal volo spiegato di nero, coronata del campo; nel 2º d'azzurro, al castello turrito di un pezzo d'argento, accompagnato ai fianchi da due stelle a otto punte d'oro, e in punta da un monte di tre cime al naturale (citato in (26)) alias Troncato: nel 1º d'oro, all'aquila dal volo spiegato di nero, coronata del campo; nel 2º d'azzurro, al castello turrito di un pezzo d'argento, accompagnato ai fianchi da due stelle a sei punte d'oro, e in punta da un monte di tre cime di verde (citato in (26)) alias Troncato: nel 1º d'oro, all'aquila dal volo spiegato di nero, coronata del campo; nel 2º d'azzurro, al castello turrito di un pezzo d'argento, accompagnato ai fianchi da due stelle a sei punte d'oro, e in punta da un monte di tre cime al naturale (citato in (26)) alias Troncato: nel 1º d'oro, all'aquila dal volo spiegato di nero, coronata del campo; nel 2º di verde, al castello turrito di tre pezzi d'argento, accompagnato ai fianchi da due stelle a otto punte d'oro, e in punta da un monte di tre cime di verde (citato in (26)) alias Troncato: nel 1º d'oro, all'aquila dal volo spiegato di nero, coronata del campo; nel 2º di verde, al castello turrito di tre pezzi d'argento, accompagnato ai fianchi da due stelle a otto punte d'oro, e in punta da un monte di tre cime al naturale (citato in (26)) alias Troncato: nel 1º d'oro, all'aquila dal volo spiegato di nero, coronata del campo; nel 2º di verde, al castello turrito di tre pezzi d'argento, accompagnato ai fianchi da due stelle a sei punte d'oro, e in punta da un monte di tre cime di verde (citato in (26)) alias Troncato: nel 1º d'oro, all'aquila dal volo spiegato di nero, coronata del campo; nel 2º di verde, al castello turrito di tre pezzi d'argento, accompagnato ai fianchi da due stelle a sei punte d'oro, e in punta da un monte di tre cime al naturale (citato in (26)) alias Troncato: nel 1º d'oro, all'aquila dal volo spiegato di nero, coronata del campo; nel 2º di verde, al castello turrito di un pezzo d'argento, accompagnato ai fianchi da due stelle a otto punte d'oro, e in punta da un monte di tre cime di verde (citato in (26)) alias Troncato: nel 1º d'oro, all'aquila dal volo spiegato di nero, coronata del campo; nel 2º di verde, al castello turrito di un pezzo d'argento, accompagnato ai fianchi da due stelle a otto punte d'oro, e in punta da un monte di tre cime al naturale (citato in (26)) alias Troncato: nel 1º d'oro, all'aquila dal volo spiegato di nero, coronata del campo; nel 2º di verde, al castello turrito di un pezzo d'argento, accompagnato ai fianchi da due stelle a sei punte d'oro, e in punta da un monte di tre cime di verde (citato in (26)) alias Troncato: nel 1º d'oro, all'aquila dal volo spiegato di nero, coronata del campo; nel 2º di verde, al castello turrito di un pezzo d'argento, accompagnato ai fianchi da due stelle a sei punte d'oro, e in punta da un monte di tre cime al naturale (citato in (26)) alias (DE) Unter 1 goldenen Schildhaupt, darin 1 schwarzer Adler überhöht von 1 silbernen Krone, in Grün 1 dreitürmige silberne Burg mit 1 naturfarbenen Tor und belegt mit 2 schwarzen Scheiben, 1 naturfarbene dreibogige Brücke? besetzend und beidseitig begleitet von 2 sechsstrahligen silbernen Sternen (citato in KHIF) alias Troncato: nel 1º d'oro, all'aquila dal volo abbassato di nero, coronata del campo; nel 2º di verde, al castello turrito di un pezzo d'argento, accompagnato ai fianchi da due stelle a sei punte d'oro, e in punta da un monte di tre cime d'oro (Immagine nella Raccolta stemmi Trippini (JPG).) alias Troncato: nel 1º d'oro, all'aquila d'argento, per inchiesta, coronata del campo; nel 2º di verde, al castello merlato d'argento alla ghibellina, aperto e finestrato di bianco, poggiato su un monte d'oro di tre cime ordinate in fascia, e accompagnato in alto ai fianchi da due stelle di sei raggi dello stesso. Il tutto sul mare al naturale, sorgente dalla punta. (citato in (38)) alias Troncato: nel 1º d'oro, all'aquila al naturale:, coronata del campo; nel 2º di verde, al castello d'argento merlato alla ghibellina, poggiato su un monte al naturale di tre cime ordinate in fascia, sorgenti dalla punta. e accompagnato in alto ai fianchi da due stelle di otto raggi d'oro (citato in (4)) aquila al naturale coronata di oro su oro - castello a una torre merlato alla ghibellina poggiato su - 3 monti ristretti di argento uscenti dalla punta su verde - la torretta affiancata da - 2 stelle (8 raggi) di oro poste in fascia su verde (citato in LEOM) |
|        | Magnani (Pisa) Di..., al destrocherio di carnagione vestito di..., impugnante tre spighe di frumento di.. (citato in (26)) |
|        | Magnani (Pistoia, Firenze) D'azzurro, a tre chiavi d'argento appuntate con l'anello in basso sulla cima di un monte di sei cime di verde, sostenuto dalla campagna d'oro (citato in (26)) |
|        | Magnani (Cesena) (la blasonatura non è stata ancora caricata) (citato in BLCW) Immagine in Blasone Cesenate. |
|        | Magnani (Cesena) (la blasonatura non è stata ancora caricata) (citato in BLCW) Immagine in Blasone Cesenate. |
|        | Magnano o Magnani Troncato, di rosso, al palo d'argento, e di nero, al leone d'oro, illeopardito Motto: Magna dat Deus (citato in (28)) |
|        | Magnano (Lentini) Titolo: barone di San Lio, San Cono; nobile dei baroni di rosso al leone tenente una lancia sul terreno il tutto d'oro (citato in (29)) alias di rosso, al leone d'oro, tenente una lancia, sostenuto da un ristretto di terreno, il tutto d'oro (citato in Mango) leone rampante di oro su ristetto uscente dalla punta dello stesso tenente tra le zampe anteriori una lancia posta in palo pure di oro tutto su rosso (citato in LEOM) alias di rosso, con un leone d'oro tenente colle zampe una lancia dello stesso (citato in (32)) alias di rosso, al leone impugnante con le zampe anteriori una lancia, il tutto d'oro, ed appoggiato su un ristretto di terreno al naturale (citato in (32)) Corona di barone Notizie storiche in Famiglie nobili di Sicilia. Ulteriori notizie storiche in Famiglie nobili di Sicilia. |
|        | Magnasco d'oro, a due leoni di rosso, controrampanti a un pino di verde, nodrito in un piano erboso, dello stesso (citato in (5) - pag. 126) |
|        | Magnasco (Sicilia) D'azzurro, con un albero al naturale sormontato da tre stelle di oro e sinistrato da un leone rampante dello stesso (citato in (32)) Notizie storiche in Famiglie nobili di Sicilia. |
|        | Magnasco (Genova) albero di quercia nodrito su terrazzo tutto al naturale su oro - 2 leoncini controrampanti coronati di rosso su oro (citato in LEOM) |
|        | Magnasco (Genova) fede di carnagione vestita di verde su rosso - aquila nascente coronata di nero su oro in capo (citato in LEOM) |
|        | Magnavacca (Sicilia) Titolo: barone del Casale d'Asterie e di Crimasta, Casale di Graniti d'oro, con un monte di verde sormontato da una vacca di rosso (citato in (32)) Corona di barone Notizie storiche in Famiglie nobili di Sicilia. |
|        | Magnetto o Magnetti (Biella, Vercelli) Troncato, al 1° d'azzurro, alla mezza stella d'oro, accollata a una mezza crocetta dello stesso, al 2° di nero, alla bussola d'oro, con l'ago calamitato, al naturale, posto in palo Motto: Peregrinamur (citato in (28)) |
|        | Magnetius (la blasonatura non è stata ancora caricata) (citato in (28)) |
|        | Magni (Pistoia) D'oro, alla torre al naturale, coperta d'argento, fondata sul terreno al naturale e sinistrata da un uccello d'argento, imbeccato e membrato di rosso (citato in (26)) |
|        | Magni (Siena) D'azzurro, allo scaglione d'oro (citato in (26)) |
|        | Magni (Mantova) Titolo: marchesi?; signori? di Montiglio D'azzurro, al leone d'oro, addestrato da un poggio, di verde, sormontato da una rosa d'argento, gambuta e fogliata di verde, e accostato nel cantone sinistro del capo da una stella, d'oro (citato in (28)) |
|        | Magni (Como) troncato: nel 1º d'argento, alla mano al naturale, vestita di rosso, uscente dalla partizione; nel 2º d'argento, a tre bande di rosso; al capo d'oro, caricato di un'aquila bicipite di nero dal volo abbassato, coronata di un pezzo del campo (Immagine nella Raccolta stemmi Trippini (JPG).) |
|        | Magni (Anagni) 3 pali di rosso su oro - rosa di rosso su argento in capo (citato in LEOM) |
|        | Magni Griffi (Sarzana) mano appalmata di carnagione su fascia di rosso su troncato di oro e bandato di azzurro e di oro - aquila di nero su oro - grifo rampante di oro su partito di rosso e di azzurro (citato in LEOM) |
|        | Magni Griffi (Sarzana) mano destra di carnagione appalmata recisa su fascia di rosso su troncato di oro e - bandato di oro e di azzurro - aquila di nero su oro - grifo rampante di oro su partito di rosso e di azzurro (citato in LEOM) |
|        | Magnini (Pinerolo) Partito d'oro e d'argento, alla banda d'azzurro, carica di tre stelle, d'oro Motto: Dona e non iscema (citato in (28)) |
|        | Magnini Gerbi (Toscana) (DE) Gespalten: Vorne 1 Löwe überhöht von 1 schräglinks gelegten Sichel, hinten durch 1 roten Balken gold-silber geteilt, oben 1 schwarzer Doppeladler, unten 1 schwarzer Pfahl (citato in KHIF) |
|        | Magno (Venezia) di rosso, a quattro fasce d'argento (citato in (2) – pag. 249, in (5) - pag. 126 e in DAlena) |
|        | Magnocavallo (Casale) Titolo: conti di Varengo; signori di Borgo San Martino, Monromeo; consignori di Cuccaro Di rosso, al cavallo insellato e imbrigliato, d'argento (citato in (28)) cavallo corrente imbrigliato e sellato di argento su rosso (citato in LEOM) alias Partito, di Magnocavallo e di Berruti (citato in (28)) alias Di rosso, al cavallo insellato e imbrigliato, d'argento, passante sulla pianura erbosa, al naturale Motto: Absque labore nihil (citato in (28)) |
|        | Magnocavallo (Torino) cavallo corrente imbrigliato e sellato di argento su rosso - leone rampante troncato di oro e di azzurro su troncato di azzurro e di oro (citato in LEOM) |
|        | Magnocavallo (Torino) leone rampante di oro su troncato di rosso e di azzurro (citato in LEOM) |
|        | Magnolini (Toscana) (DE) In Gold 1 silbern behalsbandeter schwarzer Hund (citato in KHIF) |
|        | Magnone (Verzuolo) Troncato, al 1° d'azzurro, alla mano d'oro, scrivente con penna d'argento e uscente da una nuvola dello stesso, al 2° d'argento, alla croce di rosso, scorciata alias Troncato, al 1° d'argento, sparso di tortelli di rosso, con il leone d'azzurro, al 2° d'oro, alla croce di rosso, scorciata Motto: In motu quies - Laboris fortuna comes (citato in (28)) |
|        | Magnoni (Ferrara) leone rampante di oro tenente tra le zampe anteriori una rosa di rosso stelata e fogliata di verde su azzurro (citato in LEOM) |
|        | Magnoni Trotti (Ferrara, Roma) aquila di nero su oro - 2 guerrieri a cavallo affrontati in attesa di battersi su campagna erbosa tutto al naturale su azzurro - sole raggiante uscente dalla troncatura di oro su azzurro (citato in LEOM) |

### Mago
| Stemma | Casato e blasonatura |
| ------ | --- |
|        | Mago o Macho o Magi o Maggi (Rivoli) D'azzurro, a tre stelle d'argento (citato in (28)) 3 stelle (5 raggi) di argento poste 2,1 su azzurro (citato in LEOM) Motto: Tibi confido amica stella alias D'azzurro, alla stella d'oro Motto: Stella magos ducit (citato in (28)) |
|        | Magoldi (Toscana) (DE) In Blau 3 silberne Räder ohne Felgen, 2:1 gestellt (citato in KHIF) |

### Magr
| Stemma | Casato e blasonatura |
| ------ | --- |
|        | Magrelli (Casale ?) Partito, al 1° di rosso, a tre sbarre d'oro, al 2° di rosso (?), al leone d'oro, con il capo d'azzurro, carico di un castello d'argento, aperto del campo (citato in (28)) |
|        | Magrini (Cesena) (la blasonatura non è stata ancora caricata) (citato in BLCW) Immagine in Blasone Cesenate.                                                                                   |

### Mai
| Stemma | Casato e blasonatura |
| ------ | --- |
|        | Maida o Mayda (Palermo) d'azzurro, a tre fasce d'oro, la prima sostenente tre monti d'oro, la seconda due monti dello stesso (citato in Mango) d'azzurro, con tre fasce di oro, sormontate da cinque monti dello stesso posti tre sul la prima, e due sulla seconda (citato in (32)) Notizie storiche in Famiglie nobili di Sicilia. |
|        | Maidalchini (Roma, Viterbo) D'azzurro ad un muro d'argento, mattonato di nero, occupante la metà inferiore dello scudo, sormontato da tre merli intagliati d'argento, il tutto accompagnato da tre stelle d'oro poste in capo (citato in NBVT pag. 98) D'azzurro, ad un muro d'argento, mattonato di nero, occupante la metà inferiore dello scudo, sormontato da tre merli intagliati d'argento, il tutto accompagnato da tre stelle d'oro poste in capo (citato in CROD) D'azur à un mur d'argent maçonné de sable occupant la moitié inférieure de l'écu sommé de trois créneaux entaillés d'argent le tout acc de trois étoiles d'or rangées en chef (citato in RIET) |
|        | Maietti (Napoli) Titolo: marchese di Sassinoro palato d'oro e d'azzurro di otto pezzi (citato in (29)) palato di oro e di azzurro (8 pezzi) (citato in LEOM) |
|        | Maillard de Tournon (Savoia, Piemonte) Titolo: marchesi di Alby, San Damiano e Pagliero; conti di Tournon; baroni di Le Bouchet, Chevron; signori di Bernex, Confignon, Gilly, Givoletto, Lully, Mallagny, Marcellaz, Montagny D'azzurro, all'uccello albanay volante, d'argento, membrato e beccato di rosso Motto: Esse quam dici (citato in (28)) |
|        | Maillet o Malliet (Morgex) D'azzurro, a tre magli, d'argento (citato in (28)) |
|        | Mainardi d'argento, alla mano destra appalmata di nero (citato in (5) – pag. 100) |
|        | Mainardi di rosso, a tre mani sinistre appalmate d'argento (citato in (5) - pag. 142) |
|        | Mainardi (Cesena) (la blasonatura non è stata ancora caricata) (citato in BLCW) Immagine in Blasone Cesenate. |
|        | Mainardi (Pescia) D'azzurro, alla banda d'oro, accompagnata da due rose di rosso, 1.1 (citato in (26)) alias (DE) In Blau 1 goldener Schräglinksbalken, beidseitig begleitet von je 1 roten Rose (citato in KHIF) |
|        | Mainardi (Pescia) sbarra di oro accompagnata da - 2 rose di rosso poste in banda su azzurro (citato in LEOM) |
|        | Mainardi (Firenze) D'oro, alla pantera rampante al naturale, e alla banda attraversante d'azzurro caricata di tre mani appalmate di carnagione vestite di rosso e poste nel senso della pezza (citato in (26)) |
|        | Mainardi o Manardi (Sicilia) Titolo: barone del Barchino d'azzurro, con un braccio movente dal fianco sinistro dallo scudo impugnante una luna crescente e sormontata da una stella, il tutto d'argento (citato in (32)) Corona di barone Notizie storiche in Famiglie nobili di Sicilia. |
|        | Mainardi (Fivizzano) (la blasonatura non è stata ancora caricata) (Immagine nella Raccolta stemmi Trippini (JPG).) |
|        | Mainardi (Cavarzere Lido, Roma) mano destra appalmata di carnagione su fiamma di rosso uscente dalla punta su azzurro - 3 stelle (5 raggi) di oro poste in fascia in alto su azzurro (citato in LEOM) |
|        | Mainardi (Cremona) d'azzurro alla mano al naturale; col capo di rosso caricato di una croce piena d'oro (citato in BLCR) Immagine in Blasonario Cremonese (archiviato dall'url originale il 7 aprile 2014). |
|        | Mainardi del Lion Nero (Firenze) D'oro, al destrocherio di carnagione vestito di rosso, tenente un ramoscello di verde (citato in (26)) |
|        | Mainardi o Mainardi delle Ruote (Toscana) (DE) In Gold 1 aus dem linken Schildrand hervorkommender rotbekleideter Rechtarm, 3 grüne Pflanzenstengel haltend (citato in KHIF) |
|        | Mainardi (Cesena) (la blasonatura non è stata ancora caricata) (citato in BLCW) Immagine in Blasone Cesenate. |
|        | Maineri (Ovada) Scaccato d'azzurro e d'oro; col capo d'oro, all'aquila nascente col volo abbassato, rivoltata e coronata di nero; il capo sostenuto da una fascia d'argento, caricata di una fede di carnagione, vestita di rosso, coi polsini d'argento (citato in (37)) |
|        | Maineri (Genova, Ovada) fede di carnagione recisa su fascia di rosso su troncato di oro e - scaccato di argento e di azzurro - aquila di nero coronata di oro su oro (citato in LEOM) |
|        | Maino (Poirino, Chieri, Torino) Titolo: conti di Pettinengo; consignori di Capriglio, La Cassa, Cocconato Inquartato di rosso e d'argento, con la bordatura controinquartata dell'uno nell'altro (citato in (28)) inquartato di rosso e di argento - bordura inquartata di argento e di rosso (citato in LEOM) alias Di nero, a tre bande d'argento, accompagnate da sei rose d'oro (citato in (28)) Motto: Humilitas - Virtuti fortuna comes |
|        | Maino o Del Mayno (Milano) bandato di nero e di argento - le bande di nero caricate di 6 rose di argento poste 1,3,2 (citato in LEOM) |
|        | Mainoldi (Mantova) Titolo: conti [marchesi?] di Moransengo Di rosso, al leone d'oro, tenente con tre delle zampe una vite, di verde, fruttata d'oro alias D'argento, al leone di rosso, tenente con tre delle zampe una vite, di verde, con il capo d'oro, carico di un'aquila, di nero alias D'argento, al levriere di rosso, tenente con le zampe anteriori un ramo d'alloro, di verde (citato in (28)) |
|        | Mainoldi (Cremona) Titolo: conti d'argento ad una volpe di rosso rampante e tenente un ramo di vite di verde con tre delle quattro zampe (citato in BLCR) Immagine in Blasonario Cremonese (archiviato dall'url originale il 7 aprile 2014). |
|        | Maio o Majo (Sicilia) d'azzurro, al leone d'oro, tenente con le zampe tre gigli dello stesso (citato in Mango e in (32)) Notizie storiche in Famiglie nobili di Sicilia. |
|        | Maioli (Fiesole, Firenze) Troncato d'azzurro e di rosso, all'albero sradicato attraversante al naturale, cimato da un uccello posato sullo stesso, e accostato in capo da due stelle a otto punte d'oro (citato in (26)) albero uscente dalla punta cimato da un uccello di profilo tutto al naturale su troncato di azzurro e di rosso - 2 stelle (8 raggi) di oro poste in fascia in alto su azzurro (citato in LEOM) |
|        | Maioli o Maiolo o Mayoli (Asti) D'azzurro, al tralcio di vite, fruttato di un pezzo, sormontato da un sole nascente dal lembo del capo, il tutto d'oro alias D'azzurro, al tralcio di vite, fruttato di un pezzo, avvolto da una vipera, sormontato da un sole nascente dal lembo del capo, il tutto d'oro Motto: Et lumine et moto (citato in (28)) |
|        | Maioli (Ravenna) aquila bicipite coronata su ambo le teste di nero su oro - 3 gigli di argento posti 2,1 su azzurro (citato in LEOM) |
|        | Maioli o Majoli (Padova) 3 martelli a forma di trapezio capovolto provvisti di manico tornito (mazzapicchi) posti 2,1 di rosso su argento (citato in LEOM) |
|        | Maiolino o Majolino (Messina) bandato d'oro e d'azzurro (citato in Mango) alias d'oro, a tre bande d'azzurro (citato in Mango e in (32)) Notizie storiche in Famiglie nobili di Sicilia. |
|        | Maionici (Cesena) (la blasonatura non è stata ancora caricata) (citato in BLCW) Immagine in Blasone Cesenate. |
|        | Majora (Molfetta) di rosso, al monte di 6 cime di verde, quello di sinistra più basso e uno più alto dell'altro, sostenenti un lupo passante al naturale (citato in web.archive.org, https://web.archive.org/web/20121208072646/http://www.molfetta.net/araldica/index.php.) |
|        | Maiorana (Catanzaro) D'azzurro a due colonne d'argento in decusse sostenenti con la medesima una piantina di maggiorana al naturale ed accompagnata da tre stelle a otto punte d'oro poste due in capo e una in punta (citato in DAlena e in BLCL) |
|        | Maiorana o Majorana (Catania, Palermo) Titolo: marchese di Leonvago, barone di Nicchiara, Villadimare d'azzurro a due colonne d'argento, decussate, accompagnate in capo da un giglio d'oro, ai fianchi da due rose d'argento (citato in (29), in Mango e in (32)) d'azzurro, con due colonne a base e capitelli d'argento passate in croce in s. Andrea, accompagnate nel capo da un giglio d'oro, ed accostate da due rosette d'argento (citato in (32)) Corona di marchese Notizie storiche in Famiglie nobili di Sicilia. Ulteriori notizie storiche in Famiglie nobili di Sicilia.                                                                                   |
|        | Maiorana (Catania, Palermo) 2 colonne di argento incrociate e accantonate - in alto da un giglio di oro - ai lati da 2 rose stelate e fogliate di argento tutto su azzurro (citato in LEOM) |
|        | Majorana (Molfetta) d'azzurro, a due colonne d'argento, passate in croce di S. Andrea, accompagnate in capo da un giglio d'oro e ai fianchi da 2 rose d'argento (citato in web.archive.org, https://web.archive.org/web/20121208072646/http://www.molfetta.net/araldica/index.php.) |
|        | Maiorana (Guardia dei Lombardi) (di rosso, con due colonne a base e capitelli d'argento passate in croce in s. Andrea, accompagnate nel capo da un giglio d'oro, ed accostate da due rosette d'argento) (citato in Araldica di Guardia dei Lombardi.) |
|        | Maiore (Catanzaro) D'azzurro al monte all'italiana di tre cime d'oro uscente dalla punta e sostenente un albero di quercia al naturale accostato da due leoni d'oro controrampanti al tronco (citato in DAlena e in BLCL) |
|        | Mair (Bolzano) braccio destro armato al naturale uscente da destra afferrante con la mano guantata di acciaio una spada posta in sbarra su verde - mare fluttuoso al naturale uscente dalla punta su verde - 2 stelle (6 raggi) di oro poste in fascia in alto su verde (citato in LEOM) |
|        | Maironi da Ponte (Bergamo) tratto di ponte a 2 luci fortificato di una torretta al centro su azzurro tutto aperto e finestrato del campo su terrazzo di verde - 3 stelle (6 raggi) di argento poste 1,2 su azzurro in alto (citato in LEOM) |
|        | Maistre o Maystre o De Magistris (Nizza) Titolo: consignori di Mérindol D'oro, al leone di nero, tenente un'ascia all'antica, di rosso, sormontata da un M di nero, in carattere gotico Motto: Fortis et prudens (citato in (28)) |
|        | Maistre (Torino) 3 calendule di oro (fiori) stelate e fogliate di verde poste 2,1 su azzurro (citato in LEOM) |

### Maj
| Stemma | Casato e blasonatura |
| ------ | --- |
|        | Majavacca (Busseto) 3 gigli di oro posti 2,1 su rosso - aquila bicipite coronata di oro su azzurro - vacca ferma al naturale su terrazzo di verde sormontata sulla testa da - stella (5 raggi) di oro tutto su azzurro - torre di oro merlata alla guelfa su rosso (citato in LEOM) |
|        | Majneri o Mayneri (Lodi, Milano) interzato in fascia di oro di azzurro e - scaccato di azzurro e di argento - aquila di nero coronata di oro su oro - fede di carnagione vestita di rosso su azzurro (citato in LEOM) |
|        | Majnoni d'Intignano (Volesio) mano destra e mano sinistra appalmate di carnagione recise accompagnate da 3 stelle (5 raggi) di oro poste 2,1 su scudetto di azzurro con il suo capo d'Impero su - mano destra appalmata di carnagione recisa su rosso - crocetta patente di rosso su - stella (6 raggi) di oro su verde - 2 gigli di argento posti in fascia in alto su verde - leone passante di oro su azzurro (citato in LEOM) |
|        | Majo (Napoli) Titolo: marchesi di Moncrivello D'argento, a due grifoni affrontati, sostenenti un'asta, il tutto di rosso, con il capo d'oro, cucito, carico di un'aquila di nero (citato in (28)) |
|        | Majoli (Milano, Reggio Emilia) grappolo di uva posto in palo fogliato di verde e fruttato di rosso su azzurro - 2 stelle (6 raggi) di oro poste in fascia in alto su azzurro (citato in LEOM) |